# Óli Holm
Óli Holm (Vágur, 1945. április 15. –) feröeri politikus, sportvezető, a Tjóðveldi tagja és a Feröeri labdarúgó-szövetség korábbi elnöke.

## Pályafutása
1968-ban kapott tanári képesítést. Ettől kezdve 1971-ig szülővárosában tanított, majd 1973-ig a dániai Holstebróban, azóta pedig igazgatóhelyettes a váguri iskolában.
2001-2002 között az oktatási és kulturális tárcát vezette Anfinn Kallsberg első kormányában.
2004-2008-ig a Feröeri labdarúgó-szövetség elnöki tisztét töltötte be.

## Magánélete
Szülei Elsa szül. Larsen Eiðiből és Alfred Holm Vágurból. Felesége Elise szül. Kokholm a dániai Vindingből.

### Külső hivatkozások
- Profilja, Løgtingið 150 - Hátíðarrit, p. 288 (feröeri)
- Óli Holm 60 éves, Feröeri labdarúgó-szövetség (feröeri)